# Concours Eurovision de la chanson 1966
- Pays participants

Naples 1965 Vienne 1967
Le Concours Eurovision de la chanson 1966 fut la onzième édition du concours. Il se déroula le samedi 5 mars 1966, à Luxembourg, au Grand-Duché de Luxembourg. Il fut remporté par l'Autriche, avec la chanson Merci, Chérie, interprétée par Udo Jürgens. La Suède termina deuxième et la Norvège, troisième tandis que l'Italie et Monaco terminèrent derniers ex aequo avec zéro point.

## Organisation
Le Luxembourg, qui avait remporté l'édition 1965, se chargea de l'organisation de l'édition 1966.
À la suite de la controverse de l'année précédente, l'UER introduisit de nouvelles règles. En effet, le concurrent suédois, Ingvar Wixell, avait interprété sa chanson en anglais et non en suédois. Désormais, les participants eurent l'obligation de chanter dans l'une des langues nationales de leur pays.
En outre, il fut à nouveau permis à des experts musicaux de faire partie des jurys nationaux.

## Pays participants
Dix-huit pays participèrent au onzième concours. Il n'y eut ni retour, ni abstention, ni début.
Ce fut la dernière fois que le Danemark participa au concours avant un hiatus de douze années. Le pays ne revint qu'en 1978.

## Format

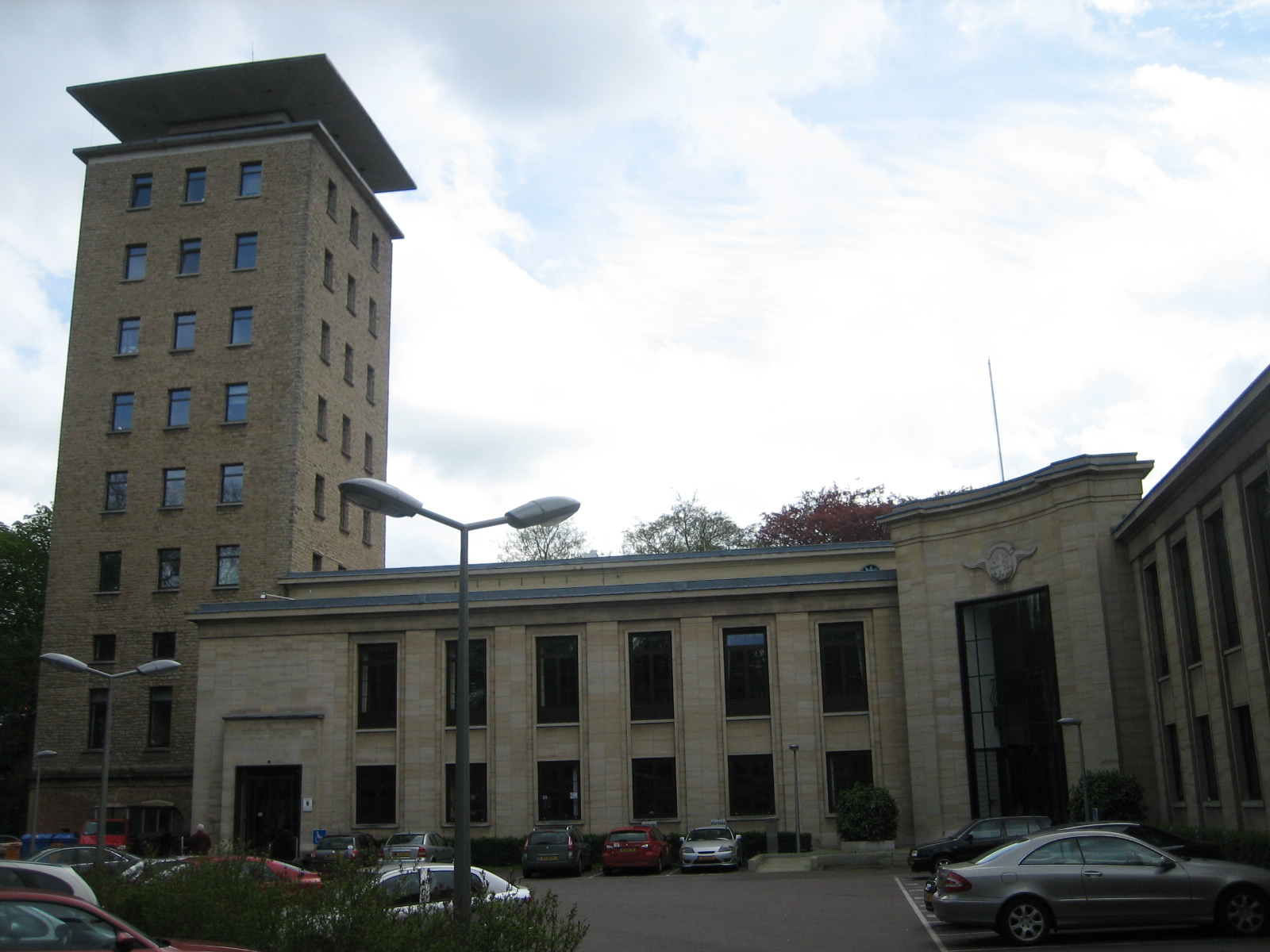
La Villa Louvigny, à Luxembourg.

Comme en 1962, le concours eut lieu dans l'auditorium de la Villa Louvigny, siège de la télévision luxembourgeoise.
Comme en 1962, l'orchestre était placé à gauche de la scène et le tableau de vote, à droite. Au centre, était réservé l'espace pour les artistes. Il se composait d'un escalier, partiellement dissimulé, et, en arrière-fond, de plusieurs mobiles, inspirés par le pop art. Ce fut la première fois de l'histoire du concours que le décor demeura en mouvement durant les prestations des artistes.
Le programme dura près d'une heure et vingt-sept minutes.

## Incident
Pour la deuxième année consécutive, les répétitions furent interrompues par un incident, cette fois entre l'orchestre et la délégation italienne. Insatisfait par l'orchestration et excédé de ne pouvoir obtenir gain de cause, le représentant italien, Domenico Modugno, claqua la porte des répétitions. Il ne reparut plus ensuite, au point de mettre en question la participation de l'Italie. Le soir venu, Modugno revint pourtant et monta sur scène comme prévu pour interpréter sa chanson.

## Déroulement
La vidéo introductive montra différentes vues de Luxembourg la nuit, en terminant par une vue extérieure de la Villa Louvigny. L'orchestre joua la partition de la chanson gagnante de l'année précédente, Poupée de cire, poupée de son. La caméra montra ensuite une vue de l'orchestre et conclut par un gros plan sur France Gall.
La présentatrice de la soirée fut Josiane Chen qui s'exprima essentiellement en français, rarement en anglais.  Elle conclut sa première intervention par ces mots : « J'ai l'honneur de déclarer ouvert le Grand Prix Eurovision de la Chanson 1966. » 
L'orchestre était dirigé par Jean Roderès.

## Chansons
Dix-huit chansons concoururent pour la victoire.
La représentante danoise, Ulla Pia, se fit accompagner sur scène par deux danseurs. Ce fut une première dans l'histoire du concours.
La représentante norvégienne, Åse Kleveland, fut la première artiste féminine de l'histoire du concours à porter un pantalon sur scène. Elle-même et la représentante suédoise, Lill Lindfors, présentèrent par la suite le concours, respectivement en 1986 et 1985.
Pour la troisième année consécutive, le représentant autrichien, Udo Jürgens, s'accompagna lui-même au piano. Sa constance et sa composition personnelle lui permirent enfin de remporter le grand prix.
Le représentant français, Dominique Walter, fut le seul concurrent à être accompagné par des choristes.
La représentante néerlandaise, Milly Scott, fut la première artiste d'origine surinamaise et aussi la toute première artiste noire à participer au concours. Elle fut aussi la première artiste de l'histoire du concours à utiliser un micro portable. Durant sa prestation, elle fut accompagnée sur scène par deux guitaristes mexicains en costume traditionnel, afin d'illustrer le thème de sa chanson.
Enfin, le représentant britannique, Kenneth McKellar, fut le premier artiste masculin de l'histoire du concours à porter un kilt sur scène.

## Chefs d'orchestre
| Willy Berking     | Arne Lamberth     | Jean Roderès                     | Mojmir Sepe    | Øivind Bergh     | Ossi Runne |
| ----------------- | ----------------- | -------------------------------- | -------------- | ---------------- | ---------- |
| - Allemagne       | - Danemark        | - Belgique - Luxembourg - Suisse | - Yougoslavie  | - Norvège        | - Finlande |
| Jorge Costa Pinto | Hans Hammerschmid | Gert-Ove Andersson               | Rafael Ibarbia | Alain Goraguer   |            |
| - Portugal        | - Autriche        | - Suède                          | - Espagne      | - Monaco         |            |
| Angelo Giacomazzi | Franck Pourcel    | Dolf van der Linden              | Noel Kelehan   | Harry Rabinowitz |            |
| - Italie          | - France          | - Pays-Bas                       | - Irlande      | - Royaume-Uni    |            |

## Entracte
Le spectacle d'entracte fut fourni par le groupe Les Haricots Rouges. Ils interprétèrent deux morceaux de jazz Nouvelle-Orléans.

## Vote
Le vote fut décidé entièrement par un panel de jurys nationaux. Les différents jurys furent contactés par téléphone, selon l'ordre de passage des pays participants.
Le système de vote employé était identique à celui de l'année précédente. Les jurys se composaient de dix personnes. Chaque juré disposait de trois votes. Il pouvait attribuer ceux-ci aux trois chansons qu'il estimait les meilleures. Il pouvait également les attribuer à une seule ou à deux chansons. Les votes des jurés étaient ensuite additionnés. Les trois chansons ayant obtenu le plus de votes obtenaient un, trois et cinq votes de la part du jury. Si une seule chanson recevait tous les votes des jurés, elle obtenait neuf votes. Si deux chansons seulement se partageaient tous les votes des jurés, elles obtenaient trois et six votes.
Les résultats des votes furent annoncés oralement, selon l'ordre croissant des votes : un, trois puis cinq votes.
Le superviseur délégué sur place par l'UER fut pour la première fois, Clifford Brown.
Le tableau de vote indiquant les résultats sous forme de flèches graduées fut abandonné et les votes furent à nouveau indiqués sous forme de chiffres.
Seule la porte-parole du jury espagnol se trompa dans l'annonce des résultats : elle énonça les votes de l'Espagne dans l'ordre décroissant. Elle ne fut pas reprise par le scrutateur.
Josiane Chen provoqua un quiproquo malgré elle. Elle salua le porte-parole britannique de ces mots : « Good night, London ! » Réalisant son erreur, elle se reprit : « No ! Good evening, London ! » Mais le porte-parole lui répondit alors : « Good morning, Luxemburg ! », suscitant l'hilarité de Josiane et du public.
L'Autriche mena le vote du début à la fin.

## Controverse
Pour la toute première fois, le public hua des porte-paroles : celui de la Norvège (qui attribua un vote au Danemark, trois à la Finlande et cinq à la Suède) et celui de la Finlande (qui attribua un vote à la Yougoslavie, trois au Danemark et cinq à la Suède).
Il semble que le vote « en bloc » des pays scandinaves ait particulièrement déplu. La représentante suédoise, Lill Lindfors, demeura persuadée qu’elle dut sa deuxième place à une conspiration entre les jurys danois, finlandais, norvégien et suédois, afin de mettre fin à la suprématie des pays francophones.

## Résultats

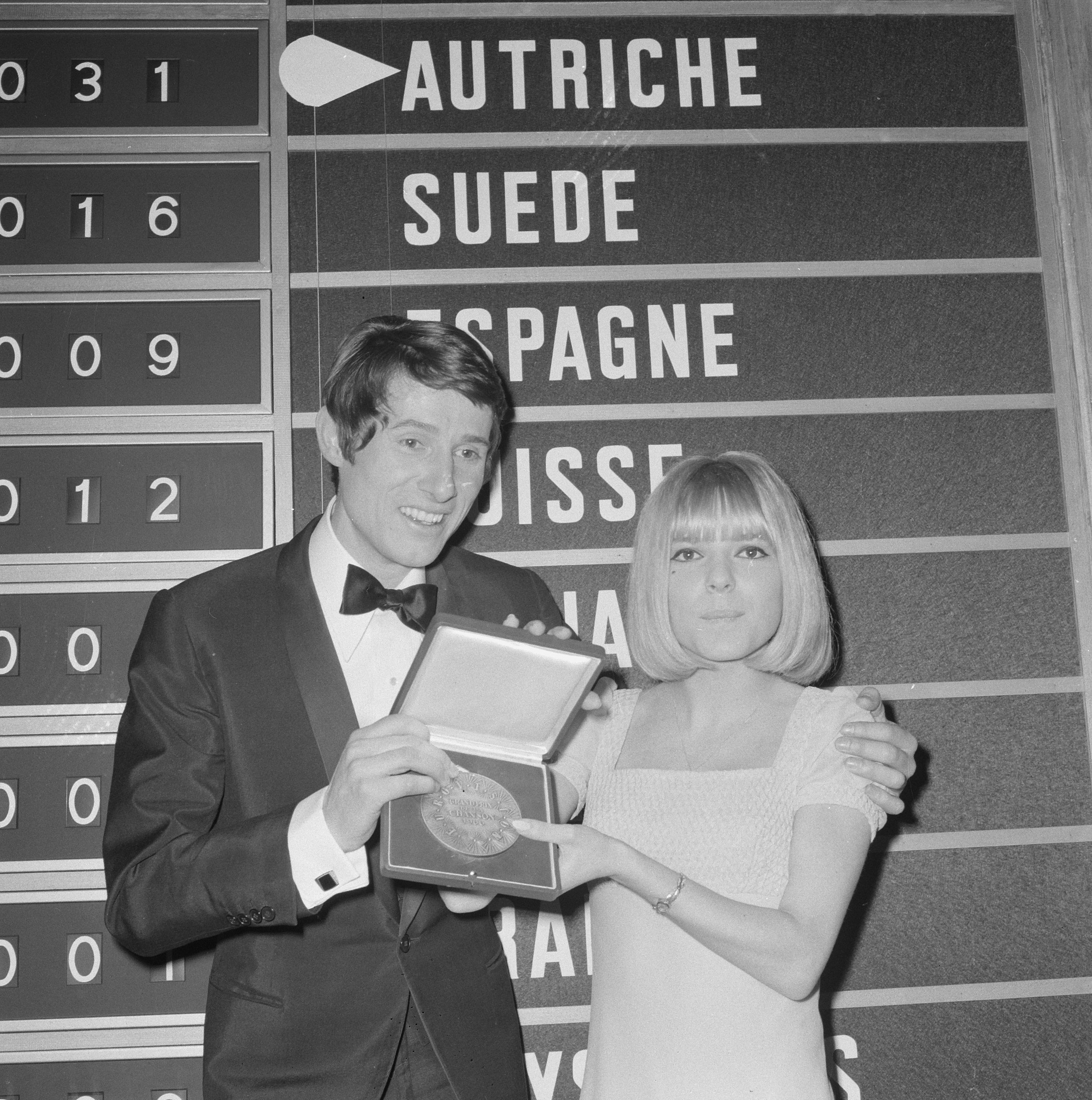
Udo Jürgens et France Gall, lors de la remise de la médaille.

L'Autriche remporta le concours pour la première fois, obtenant à quatre reprises la note maximale. Seuls neuf des dix-huit pays participants lui attribuèrent des votes.
Pour la toute première fois, une chanson en allemand remporta le grand prix.
Ce fut France Gall qui remit la médaille du grand prix à Udo Jürgens. Celui-ci commença sa reprise sur ces mots : « Merci, Jurys ! »
Deux pays ne reçurent aucun vote et terminèrent dernier avec « nul point ». Il s'agit de l'Italie et de Monaco.
| Ordre | Pays           | Artiste(s)                       | Chanson                         | Langue               | Place | Points |
| ----- | -------------- | -------------------------------- | ------------------------------- | -------------------- | ----- | ------ |
| 01    | Allemagne      | Margot Eskens                    | Die Zeiger der Uhr              | Allemand et Français | 10    | 7      |
| 02    | Danemark       | Ulla Pia                         | Stop, mens legen er go'         | Danois               | 14    | 4      |
| 03    | Belgique       | Tonia                            | Un peu de poivre, un peu de sel | Français             | 4     | 14     |
| 04    | Luxembourg H T | Michèle Torr                     | Ce soir je t'attendais          | Français             | 10    | 7      |
| 05    | Yougoslavie    | Berta Ambrož                     | Brez besed                      | Slovène              | 7     | 9      |
| 06    | Norvège        | Åse Kleveland                    | Intet er nytt under solen       | Norvégien            | 3     | 15     |
| 07    | Finlande       | Ann Christine                    | Playboy                         | Finnois              | 10    | 7      |
| 08    | Portugal       | Madalena Iglesias                | Ele e ela                       | Portugais            | 13    | 6      |
| 09    | Autriche       | Udo Jürgens                      | Merci, Chérie                   | Allemand             | 1     | 31     |
| 10    | Suède          | Lill Lindfors & Svante Thuresson | Nygammal vals                   | Suédois              | 2     | 16     |
| 11    | Espagne        | Raphael                          | Yo soy aquél                    | Espagnol             | 7     | 9      |
| 12    | Suisse         | Madeleine Pascal                 | Ne vois-tu pas ?                | Français             | 6     | 12     |
| 13    | Monaco         | Tereza                           | Bien plus fort                  | Français             | 17    | 0      |
| 14    | Italie         | Domenico Modugno                 | Dio, come ti amo                | Italien              | 17    | 0      |
| 15    | France         | Dominique Walter                 | Chez nous                       | Français             | 16    | 1      |
| 16    | Pays-Bas       | Milly Scott                      | Fernando en Filippo             | Néerlandais          | 15    | 2      |
| 17    | Irlande        | Dickie Rock                      | Come Back to Stay               | Anglais              | 4     | 14     |
| 18    | Royaume-Uni    | Kenneth McKellar                 | A Man Without Love              | Anglais              | 9     | 8      |

## Anciens participants
| Artiste          | Pays     | Année(s) précédente(s) |
| ---------------- | -------- | ---------------------- |
| Udo Jürgens      | Autriche | 1964, 1965             |
| Domenico Modugno | Italie   | 1958, 1959             |

## Tableau des votes
| Drapeau de l'Allemagne | Drapeau du Danemark                               | Drapeau de la Belgique | Drapeau du Luxembourg | Drapeau de la République fédérative socialiste de Yougoslavie | Drapeau de la Norvège | Drapeau de la Finlande | Drapeau du Portugal | Drapeau de l'Autriche | Drapeau de la Suède | Drapeau de l'Espagne | Drapeau de la Suisse | Drapeau de Monaco | Drapeau de l'Italie | Drapeau de la France | Drapeau des Pays-Bas | Drapeau de l'Irlande | Drapeau du Royaume-Uni | Total |   |    |
| Pays                   | Allemagne                                         |                        | –                     | 1                                                             | –                     | –                      | –                   | –                     | –                   | –                    | –                    | –                 | 5                   | –                    | 1                    | –                    | –                      | –     | – | 7  |
| Pays                   | Danemark                                          | –                      |                       | –                                                             | –                     | –                      | 1                   | 3                     | –                   | –                    | –                    | –                 | –                   | –                    | –                    | –                    | –                      | –     | – | 4  |
| Pays                   | Belgique                                          | 5                      | –                     |                                                               | –                     | –                      | –                   | –                     | 3                   | –                    | 1                    | –                 | –                   | –                    | –                    | –                    | 5                      | –     | – | 14 |
| Pays                   | Luxembourg                                        | –                      | –                     | –                                                             |                       | –                      | –                   | –                     | –                   | 1                    | 5                    | –                 | –                   | –                    | –                    | 1                    | –                      | –     | – | 7  |
| Pays                   | Yougoslavie                                       | 3                      | –                     | –                                                             | –                     |                        | –                   | 1                     | –                   | –                    | –                    | –                 | –                   | –                    | –                    | –                    | –                      | –     | 5 | 9  |
| Pays                   | Norvège                                           | 1                      | –                     | –                                                             | –                     | –                      |                     | –                     | –                   | 3                    | 3                    | 3                 | –                   | –                    | 5                    | –                    | –                      | –     | – | 15 |
| Pays                   | Finlande                                          | –                      | 3                     | –                                                             | –                     | –                      | 3                   |                       | –                   | –                    | –                    | –                 | –                   | –                    | –                    | –                    | 1                      | –     | – | 7  |
| Pays                   | Portugal                                          | –                      | 1                     | –                                                             | –                     | –                      | –                   | –                     |                     | –                    | –                    | 5                 | –                   | –                    | –                    | –                    | –                      | –     | – | 6  |
| Pays                   | Autriche                                          | –                      | –                     | 5                                                             | 5                     | 5                      | –                   | –                     | 1                   |                      | –                    | 1                 | 3                   | 5                    | 3                    | 3                    | –                      | –     | – | 31 |
| Pays                   | Suède                                             | –                      | 5                     | –                                                             | –                     | –                      | 5                   | 5                     | –                   | –                    |                      | –                 | 1                   | –                    | –                    | –                    | –                      | –     | – | 16 |
| Pays                   | Espagne                                           | –                      | –                     | –                                                             | –                     | 1                      | –                   | –                     | 5                   | –                    | –                    |                   | –                   | –                    | –                    | –                    | –                      | –     | 3 | 9  |
| Pays                   | Suisse                                            | –                      | –                     | –                                                             | 1                     | –                      | –                   | –                     | –                   | 5                    | –                    | –                 |                     | 3                    | –                    | –                    | –                      | 3     | – | 12 |
| Pays                   | Monaco                                            | –                      | –                     | –                                                             | –                     | –                      | –                   | –                     | –                   | –                    | –                    | –                 | –                   |                      | –                    | –                    | –                      | –     | – | 0  |
| Pays                   | Italie                                            | –                      | –                     | –                                                             | –                     | –                      | –                   | –                     | –                   | –                    | –                    | –                 | –                   | –                    |                      | –                    | –                      | –     | – | 0  |
| Pays                   | France                                            | –                      | –                     | –                                                             | –                     | –                      | –                   | –                     | –                   | –                    | –                    | –                 | –                   | 1                    | –                    |                      | –                      | –     | – | 1  |
| Pays                   | Pays-Bas                                          | –                      | –                     | –                                                             | –                     | –                      | –                   | –                     | –                   | –                    | –                    | –                 | –                   | –                    | –                    | –                    |                        | 1     | 1 | 2  |
| Pays                   | Irlande                                           | –                      | –                     | 3                                                             | –                     | 3                      | –                   | –                     | –                   | –                    | –                    | –                 | –                   | –                    | –                    | 5                    | 3                      |       | – | 14 |
| Pays                   | Royaume-Uni                                       | –                      | –                     | –                                                             | 3                     | –                      | –                   | –                     | –                   | –                    | –                    | –                 | –                   | –                    | –                    | –                    | –                      | 5     |   | 8  |
| Pays                   | Le tableau suit l'ordre de passage des candidats. |                        |                       |                                                               |                       |                        |                     |                       |                     |                      |                      |                   |                     |                      |                      |                      |                        |       |   |    |

## Télédiffuseurs
| Pays        | Télédiffuseur(s)        | Commentateur(s)           | Porte-parole          |
| ----------- | ----------------------- | ------------------------- | --------------------- |
| Allemagne   | ARD Deutsches Fernsehen | Hans-Joachim Rauschenbach | Werner Veigel         |
| Autriche    | ORF                     | Emil Kollpacher           | Ernst Grissemann      |
| Belgique    | RTB                     | Paule Herreman            | André Hagon           |
| Belgique    | BRT                     | Herman Verelst            | André Hagon           |
| Danemark    | DR TV                   | ?                         | Bent Henius           |
| Espagne     | TVE                     | Federico Gallo            | Blanca Álvarez        |
| Finlande    | TV-Ohjelma 2            | Aarno Walli               | Poppe Berg            |
| France      | Première Chaîne ORTF    | François Deguelt          | Claude Darget         |
| Irlande     | Radio Éirann            | Kevin Roche               | Frank Hall            |
| Irlande     | Telefís Éirann          | Brendan O'Reilly          | Frank Hall            |
| Italie      | Secondo Programma       | Renato Tagliani           | Enzo Tortora          |
| Luxembourg  | Télé Luxembourg         | Jacques Navadic           | Camillo Felgen        |
| Monaco      | Télé Monte Carlo        | François Deguelt          | ?                     |
| Norvège     | NRK                     | Sverre Christophersen     | Erik Diesen           |
| Pays-Bas    | Nederland 1             | Teddy Scholten            | Herman Brouwer        |
| Portugal    | RTP                     | Henrique Mendes           | Maria Manuela Furtado |
| Royaume-Uni | BBC1                    | David Jacobs              | Michael Aspel         |
| Royaume-Uni | BBC Light Programme     | John Dunn                 | Michael Aspel         |
| Suède       | Sveriges Radio-TV       | Sven Lindahl              | Edvard Matz           |
| Suisse      | TSR                     | Georges Hardy             | Alexandre Burger      |
| Suisse      | TV DSR                  | Theodor Haller            | Alexandre Burger      |
| Suisse      | TSI                     | Giovanni Bertini          | Alexandre Burger      |
| Yougoslavie | Televizija Beograd      | Miloje Orlović            | Dragana Marcović      |
| Yougoslavie | Televizija Zagreb       | Mladen Delić              | Dragana Marcović      |
| Yougoslavie | Televizija Ljubljana    | Tomaž Terček              | Dragana Marcović      |

Le concours fut également diffusé en direct dans sept autres pays : l'Allemagne de l'Est, la Hongrie, le Maroc, la Pologne, la Roumanie, la Tchécoslovaquie et de l'Union soviétique.